# Fluorowardita
La fluorowardita es un mineral, fosfato hidratado de sodio y aluminio, con flúor e hidroxilos. Fue descrita por primera vez a partir de ejemplares obtenidos en la mina Silver Coin, Valmy, condado de Humboldt (Nevada), USA, que consecuentemente se considera como localidad tipo. El nombre deriva del de la wardita, muy semejante a ella, y de su contenido de flúor.

## Propiedades físicas y químicas
La fluorowardita es el análogo con flúor de la wardita, en el que solamente uno de los dos sitios ocupados por OH en la wardita es ocupado por el F en la fluorowardita. Los dos sitios son muy semejantes, pero no idénticos, y se diferencian en los enlaces del hidrógeno.Consecuentemente, el contenido de OH será siempre superior al de F. Además de los elementos de la fórmula, la fluorowardita de la localidad tipo contiene  trazas de calcio, magnesio, hierro y arsénico.Aparece como microcristales piramidales truncados por un pinacoide, incoloros o de color crema.

## Yacimientos
La fluorowardita es un mineral extraordinariamente raro, conocido en solamente dos localidades en el mundo, y en escasos ejemplares en cada una de ellas. En la mina Silver Coin que es la localidad tipo, se encuentra asociada a turquesa, lipscombita, iangreyita y a otros fosfatos. La otra localidad en la que se ha encontrado es la mina Tita, en el grupo minero Golpejas, Golpejas (Salamanca) España. Aparece también como microcristales piramidales de color crema, asociada directamente a reaphookhillita y a montebrasita. En esta mina aparece también wardita e iangreyita, entre otros fosfatos raros.